# Д’Орнано, Юбер
Граф Юбер д’Орнано (Hubert d'Ornano, 31 марта 1926, Мелгев  —  25 сентября 2015, Париж) — основатель французской парфюмерной компании Sisley.

## Биография
Правнук наполеоновского маршала Филиппа-Антуана Д’Орнано и польской дворянки Марии Валевской (ур. Лончиньской), которая до того была любовницей Наполеона I Бонапарта. Второй сын графа Вильгельма (Гийома) д’Орнано (1898—1985), французского консула в Варшаве, и Элизабет Михальски (1901—1954). Младший брат политика Мишеля Д’Орнано (1924—1991).
Учился в школе им. Святого Мартина в Понтуазе, затем изучал право в Сорбонне в Париже. В 1946 году Юбер вместе с отцом Гийомом и старшим братом Мишелем основал косметическую компанию «Жан д’Альбре — Орлэйн» (Jean d’Albret-Orlane), а с 1971 по 1974 годы он был её президентом и генеральным директором.
В 1975 году супруги Юбер и Изабелла д’Орнано основали собственную компанию эксклюзивной косметики под названием «Sisley», в которой работает 3 тысячи человек. Самым известным продуктом этой компании является композиция «Eau du Soir» (дизайн флакона для этой воды происходит от польского скульптора Бронислава Кшиштофа).
После отставки Юбера парфюмерной компанией «Sisley» сегодня руководят его жена Изабелла и старший сын Филипп. Дочь Кристина ведет дочерние фирмы в Великобритании и Мексике. Супруги д’Орнано считаются крупными меценатами.

## Семья и дети
6 июля 1963 года в Довиле граф Юбер д’Орнано женился на Изабелле Марии Потоцкой (род. 6 июля 1937), дочери польского графа Юзефа Потоцкого (1895—1968) и принцессы Кристины Радзивилл (1908—2003).
В семье Юбера и Изабеллы д’Орнано родилось пятеро детей:
- Филипп д’Орнано (род. 1964), с 2013 года президент и генеральный директор компании «Sisley»
- Марк д’Орнано (1966—1986), погиб в автокатастрофе
- Элизабет д’Орнано (род. 1968), лицо компании «Sisley», возглавляет благотворительный фонд компании «Sisley»
- Мария Летиция д’Орнано (1970—2013), погибла при невыясненных обстоятельствах
- Кристин д’Орнано (род. 1973), вице-президент компании «Sisley»

В семье 10 внуков.